# Canto patriottico
Il Canto patriottico di Glinka (in russo: Патриотическая Песнь Глинки, Patriotičeskaja Pesn' Glinki), anche noto semplicemente come Canto patriottico (Patriotičeskaja Pesnja) è una composizione di Michail Glinka, inno nazionale della Repubblica Socialista Federativa Sovietica Russa dal 1990 al 1991 e della Federazione Russa dal 1991 al 2000.
La melodia, derivata da una composizione rinvenuta postuma di Glinka, fu scelta come inno della RSFS Russa nel novembre 1990. Con la fine dell'Unione sovietica, rimase inno de facto della Federazione russa per meno di dieci anni, dal momento che la Duma non riuscì mai a promulgare una legge costituzionale per ufficializzarla. L'inno, privo di testo, non fu mai particolarmente popolare e fu sostituito alla fine del 2000 con l'attuale inno russo.

## Storia
La melodia venne composta da Michail Ivanovič Glinka nel 1833 con il titolo di Motif de chant national, secondo alcuni come nuova musica dell’inno russo dell’epoca, il Molitva Russkich (la cui melodia fu poi sostituita in quello stesso anno con quella del Bože, Carja chrani! di Aleksej L’vov). Glinka in seguito utilizzò la melodia del Motif come base per l’inno di Nekrasov Gospod, tvori dobro narodu!. L'esistenza della melodia divenne pubblica solo nel 1895, quasi quarant'anni dopo la morte di Glinka. 
Il nome "Canto patriottico" venne dato alla melodia nel 1944, quando la musica venne arrangiata da Michail Braginovskij. Nel 1947, su quell’arrangiamento, Aleksej Mašistov basò la stesura di un testo dedicato alla città di Mosca, chiamato Zdravstuj, slavnaja stolica (Salve, capitale gloriosa!). Tra il 2 gennaio 1984 ed il 10 maggio 1986 la musica venne usata come tema musicale del notiziario della CT SSSR Vremja.
Il Canto patriottico venne adottato come inno della Repubblica socialista federativa sovietica russa dal proprio soviet supremo il 23 novembre 1990. La prima esecuzione pubblica come inno ufficiale avvenne quattro giorni dopo, all'apertura del secondo congresso straordinario dei deputati del popolo della RSFSR.
Il 25 dicembre 1991, con lo scioglimento dell’URSS e il cambio di nome della RSFSR, il brano divenne de facto l'inno della Federazione russa, e l'11 dicembre 1993, in previsione del referendum per approvare la nuova costituzione, venne indicato tramite ukaz provvisorio come inno dello Stato; tuttavia, secondo la nuova costituzione, l'inno per essere ufficiale doveva essere approvato tramite legge costituzionale con maggioranza dei due terzi e, nonostante i vari tentativi del governo, la Duma non ne approvò mai una, soprattutto a causa dell'ostruzionismo del Partito Comunista. Durante il mandato di Boris El'cin l'inno venne più volte criticato per la mancanza di parole e non riuscì mai a diventare popolare.  In un sondaggio di FOM pubblicato il 12 novembre 2000 risultò che ad appena il 15% dei 1500 intervistati piaceva il Canto patriottico, mentre il 43% indicava come melodia ideale dell'inno russo quella dell'inno sovietico. 
Vladimir Putin, successore di El'cin, una volta salito al potere decise di accantonare il Canto di Glinka e di reintrodurre la melodia dell'inno sovietico come inno della Federazione. Nonostante le proteste di alcuni esponenti dell'opinione pubblica e dello stesso El'cin, la Duma approvò a larga maggioranza il ritorno della musica di Alexander Alexandrov ed il 25 dicembre 2000 Putin firmò la legge costituzionale, accantonando definitivamente la melodia di Glinka.
Il Canto patriottico, dopo il 2000, venne suonato poche volte in occasioni pubbliche: ad esempio il 1º febbraio 2011 fu eseguita la melodia durante l'inaugurazione della statua di Boris El'cin a Ekaterinburg. È capitato che, per errore, la melodia venisse suonata durante delle manifestazioni sportive al posto dell'attuale inno russo.  Il Canto, inoltre, divenne punto di riferimento di alcuni partiti d'opposizione anti-Putin come il partito PARNAS.

### Testi proposti
A metà anni '90 venne riunita una prima commissione per selezionare un testo da accompagnare alla melodia di Glinka. Degli oltre 6000 progetti, ne furono selezionati venti, poi eseguiti da coro ed orchestra e registrati, tuttavia la commissione ritenne i risultati del concorso insoddisfacenti e si sciolse nel 1996.
Nel novembre 1999 la Presidenza della Federazione russa ed il Ministero della Cultura annunciarono come vincitore di un concorso per scegliere un testo per il Canto Viktor Radugin. Il suo testo avrebbe dovuto essere cantato durante il Capodanno dell'anno 2000, tuttavia le dimissioni di El'cin e l'entrata in carica di Putin bloccarono il progetto di approvazione da parte della Duma. Il 12 giugno 2015, durante un concerto sulla piazza rossa per la festa nazionale russa, la melodia di Glinka venne eseguita accompagnata dal testo di Radugin.

## Testi

### Slav'sja Rossijadi Viktor Radugin
| Testo in russo | Traslitterazione | Traduzione |
| Славься, славься, родина-Россия! Сквозь века и грозы ты прошла И сияет солнце над тобою И судьба твоя светла. Над старинным московским Кремлём Вьётся знамя с двуглавым орлом И звучат священные слова: Славься, Русь – Отчизна моя! | Sláv'sja, sláv'sja, ródina-Rossíja! Skvoz' veká i grozy ty prošlá I sijájet solnce nad tobóju I sud'bá tvojá svetlá. Nad starínnym moskóvskim Kremljóm V'jotsja znamja s dvuglávym orlóm I zvučát svjaščénnyje slová: Sláv'sja, Rus' - Otčízna mojá | Gloria, gloria a te, patria Russia! Hai attraversato epoche e tempeste Il sole splende sopra di te E la tua sorte è luminosa! Sull'antico Cremlino moscovita Sventola la bandiera con l'aquila bicipite E risuonano le sacre parole: "Gloria a te, Rus' - mia patria!" |